# Roberto Gill Camargo
Roberto Gill Camargo (Itapetininga, 9 de abril de 1951), nome artístico de Roberto Abdelnur Camargo, é um produtor brasileiro que atua nas áreas da dramaturgia, luz de palco, tendo, também experiência como encenador. Por formação acadêmica, realiza pesquisa em iluminação cênica, com base em estudos de filosofia, estética, semiótica, análise de discurso e teoria geral de sistemas.

## Biografia
Nascido em Itapetininga, interior de São Paulo, mudou-se para Sorocaba onde fez desde os estudos primários até o curso superior. Interessado em conhecer a linguagem como sistema complexo de comunicação e produção de signos, realizou mestrado em Linguística na Pontifícia Universidade Católica de Campinas, sob orientação da linguista Leonor Scliar-Cabral. Mais tarde, desejando investigar o estudo dos signos e suas relações com as artes cênicas, matriculou-se na Pontifícia Universidade Católica de São Paulo onde concluiu doutorado em Comunicação e Semiótica, tendo sido aluno de Helena Katz (orientadora), Christine Greiner, Cecília de Almeida Sales, Amálio Pinheiro e Lucrécia D'Alessio Ferrara.
As experiências de Roberto Gill Camargo com iluminação cênica tiveram início na década de 1980, em teatro e dança, primeiramente com base em estudos de semiologia (Roland Barthes, Umberto Eco, Luis Prieto e Anne Ubersfeld) e aos poucos foi se ampliando para outras áreas conexas. Parte de seus estudos sobre funções da iluminação provém da abordagem de Roman Jakobson sobre funções da linguagem e de uma bibliografia sobre iluminação que inclui desde Stanley McCandless e Jean Rosenthal até autores mais recentes.
Como autor e diretor teatral, inciou seus trabalhos no final da década de 1960, em companhia de alguns nomes que mais tarde se tornariam famosos na televisão, como Paulo Betti, Eliane Giardini e Neusa Maria Faro.

## Obra

### Livros Publicados
- Função Estética da Luz - ISBN 9788527309646
- Conceito de Iluminação Cênica
- Palco e Plateia: um estudo sobre proxêmica teatral
- A Sonoplastia no Teatro - ISBN: 1000206527409
- Som e Cena

### Artigos Publicados
- "Luz e cena: impactos e trocas". Revista Sala Preta / ECA-USP- vol 15, nº 2, 2015.[5]
- "Coevolutionary Lighting". Laboratório de Iluminação da Unicamp.[6]

- "Light and Body: a Coevolutionary Process". Laboratório de Iluminação da Unicamp.[7]

- "Livros técnicos sobre iluminação cênica". Laboratório de Iluminação da Unicamp.[8]
- "Luz cega, porque não sabe ver". Laboratório de Iluminação da Unicamp.[9]

- "Luz e corpo: processos coevolutivos. Laboratório de Iluminação da Unicamp.[10]

### Iluminação em Dança
| Ano  | Título                    |
| ---- | ------------------------- |
| 1977 | O Silêncio dos Pássaros   |
| 1992 | Por Um Instante de Brilho |
| 2006 | Buquê                     |
| 2007 | Swan  Corpo Adaptado                          |
| 2008 | O Cisne, Minha Mãe e Eu   |
| 2009 | Linhagens                 |
| 2010 | Campo Minado              |
| 2012 | Vis-à-Vis                 |
| 2017 | Peças Fáceis              |

### Iluminação em Teatro
| Ano       | Título                                         |
| --------- | ---------------------------------------------- |
| 1980      | Trampo e Gandaia                               |
| 1981      | Hello, Boy!                                    |
| 1983      | Fio Terra                                      |
| 1984      | Lixo Atômico                                   |
| 1985      | Exercícios de Guerra e Paz                     |
| 1986      | Objeto de Sedução                              |
| 1987      | O Capote                                       |
| 1988      | Até o Próximo Adeus                            |
| 1989      | A Um Simples Toque de Sineta os Cães Salivavam |
| 1990      | A Extinção                                     |
| 1993      | Tempestade e Ímpeto                            |
| 1994      | Schoolboys                                     |
| 1995      | Café La Bomba                                  |
| 1997      | O Banco                                        |
| 1998      | Morangos Urbanos                               |
| 1999      | Morangos Berrantes                             |
| 2001      | Shopstrot                                      |
| 2002-2004 | Um Bonde Chamado Desejo                        |
| 2002      | Júlio César                                    |
| 2002      | A Casa de Bernarda Alba                        |
| 2005-2007 | Aves, Ovos e Parafusos                         |
| 2008      | Água, Luz e Clorofila                          |
| 2009-2011 | Astros, Patas e Bananas                        |
| 2012-2017 | As Estrelas são Para Sempre?                   |
| 2014-2016 | Smog                                           |
| 2017      | Mulher Sem Fim                                 |
| 2017      | Céu de Helicópteros                            |
| 2019      | Estação Paraíso                                |
| 2019      | Le Monde                                       |